# Ștefan Barbu
Ștefan Barbu (ur. 2 marca 1908 w Aradzie, zm. 30 czerwca 1970 tamże) – rumuński piłkarz, reprezentant kraju, grający na pozycji napastnika.

## Kariera klubowa
Barbu swoją karierę piłkarską rozpoczął w wieku 13 lat w zespole Gloria Arad. W jego szeregach występował do 1927, skąd przeniósł się do CFR Bukareszt. Po dwóch sezonach wrócił do rodzinnego miasta, gdzie grał dla Olimpia Arad i Gloria Arad. 
W 1933 dołączył do Rapidu Bukareszt. Wraz z drużyną popularnych Kolejarzy trzykrotnie sięgnął po Puchar Rumunii w sezonach 1934/35, 1936/37, 1937/38. Został również królem strzelców Liga I w sezonie 1935/36 z 23 bramkami na koncie. Łącznie przez 5 lat gry w Rapidzie wystąpił w 68 spotkaniach, w których strzelił 42 bramki. Następnie występował ponownie w Olimpii i Glorii Arad. Karierę piłkarską zakończył w 1941 w Crișana Arad.
| Sezon   | Klub            | Kraj    | Rozgrywki | Mecze | Bramki |
| ------- | --------------- | ------- | --------- | ----- | ------ |
| 1927/28 | CFR Bukareszt   | Rumunia |           |       |        |
| 1928/29 | CFR Bukareszt   | Rumunia |           |       |        |
| 1929/30 |                 | Rumunia |           |       |        |
| 1930/31 | Olimpia Arad    | Rumunia | Liga II   |       |        |
| 1931/32 | Olimpia Arad    | Rumunia | Liga II   |       |        |
| 1932/33 | Gloria Arad     | Rumunia | Liga I    | 7     | 5      |
| 1933/34 | Rapid Bukareszt | Rumunia | Liga I    | 13    | 8      |
| 1934/35 | Rapid Bukareszt | Rumunia | Liga I    | 19    | 7      |
| 1935/36 | Rapid Bukareszt | Rumunia | Liga I    | 20    | 23     |
| 1936/37 | Rapid Bukareszt | Rumunia | Liga I    | 13    | 4      |
| 1937/38 | Rapid Bukareszt | Rumunia | Liga I    | 3     | 0      |
| 1938/39 | Olimpia Arad    | Rumunia |           |       |        |
| 1939/40 | Gloria Arad     | Rumunia | Liga II   | 2     | 0      |
| 1940/41 | Crișana Arad    | Rumunia | Liga II   |       |        |

## Kariera reprezentacyjna
Barbu w reprezentacji Rumunii zadebiutował 19 czerwca 1927 w zremisowanym 3:3 meczu z Polską. 
W 1930 został powołany na Mistrzostwa Świata. Wystąpił tam w dwóch spotkaniach z Urugwajem i Peru. Ostatni mecz w drużynie narodowej rozegrał 12 października 1930. Przeciwnikiem była Bułgaria, a mecz zakończył się porażką Rumunów 3:5. Łącznie w latach 1927–1930 Barbu zagrał w 7 spotkaniach reprezentacji Rumunii.
| Mecze i gole w reprezentacji | Mecze i gole w reprezentacji | Mecze i gole w reprezentacji | Mecze i gole w reprezentacji | Mecze i gole w reprezentacji | Mecze i gole w reprezentacji | Mecze i gole w reprezentacji |
| #                            | Data                         | Miasto                       | Przeciwnik                   | Gol                          | Wynik                        | Rozgrywki                    |
| ---------------------------- | ---------------------------- | ---------------------------- | ---------------------------- | ---------------------------- | ---------------------------- | ---------------------------- |
| 1.                           | 19.06.1927                   | Bukareszt                    | Polska                       |                              | 3:3                          | towarzyski                   |
| 2.                           | 15.04.1928                   | Arad                         | Turcja                       |                              | 4:2                          | towarzyski                   |
| 3.                           | 04.05.1930                   | Belgrad                      | Jugosławia                   |                              | 1:2                          | Puchar Króla Aleksandra      |
| 4.                           | 25.05.1930                   | Bukareszt                    | Grecja                       |                              | 8:1                          | Balkan Cup                   |
| 5.                           | 14.07.1930                   | Montevideo                   | Peru                         |                              | 3:1                          | MŚ 1930                      |
| 6.                           | 21.07.1930                   | Montevideo                   | Urugwaj                      |                              | 0:4                          | MŚ 1930                      |
| 7.                           | 12.10.1930                   | Sofia                        | Bułgaria                     |                              | 3:5                          | Balkan Cup                   |

## Sukcesy
Rapid Bukareszt
- Puchar Rumunii (3): 1934/35, 1936/37, 1937/38
- Król strzelców Liga I (1): 1935/36 (23 bramki)